# Kanda (Rukum)
Kanda – gaun wikas samiti w zachodniej części Nepalu w strefie Rapti w dystrykcie Rukum. Według nepalskiego spisu powszechnego z 2001 roku liczył on 536 gospodarstw domowych i 2716 mieszkańców (1378 kobiet i 1338 mężczyzn).